# Janusz Laskowski
Janusz Laskowski, właściwie Jan Adam Laskowski (ur. 5 stycznia 1946 w Pożarkach) – polski piosenkarz muzyki rozrywkowej, kompozytor i aranżer.

## Kariera
Dzieciństwo spędził w swojej rodowej miejscowości, która po II wojnie światowej przydzielona została Związkowi Radzieckiemu. W 1957 roku został repatriowany do Polski.
Karierę piosenkarską rozpoczął w latach 60. XX wieku. Debiutował jako piosenkarz i kompozytor w amatorskim zespole Ananasy w Białymstoku. W 1967 prowadził własny zespół Dacyty. W tamtych latach jego nagrania wydawane były w dużej liczbie na pocztówkach dźwiękowych, dzięki którym zdobył rzesze miłośników i tytuł króla płyt pocztówkowych. Piosenki (nieemitowane w radiu, ani w telewizji), które zdobyły popularność w jego wykonaniu, to: „Beata z Albatrosa”, „Żółty jesienny liść” i „Kolorowe jarmarki”, za którą w 1977 otrzymał Nagrodę Dziennikarzy na 15. Krajowym Festiwalu Polskiej Piosenki w Opolu.
Jego piosenki zajmowały wysokie pozycje na radiowych i telewizyjnych listach przebojów. Wielokrotnie koncertował dla Polonii, zarówno w krajach europejskich, jak i w Stanach Zjednoczonych, Kanadzie i Australii.
Został działaczem charytatywnym. Wspiera działalność instytucji związanych z Kościołem katolickim. Częsty gość koncertów i uroczystości religijnych.
Otrzymał tytuł Honorowego Obywatela Augustowa.

## Dyskografia

### Albumy
| Janusz Laskowski (Don dari dari) | Janusz Laskowski (Don dari dari) | Janusz Laskowski (Don dari dari) | Janusz Laskowski (Don dari dari) | Janusz Laskowski (Don dari dari) |
| Nr                               | Tytuł utworu                     | Tekst                            | Muzyka                           | Długość                          |
| -------------------------------- | -------------------------------- | -------------------------------- | -------------------------------- | -------------------------------- |
| 1.                               | „Don dari dari”                  |                                  |                                  |                                  |
| 2.                               | „Zapomniane serce”               |                                  |                                  |                                  |
| 3.                               | „Ballada o Kate Balou”           |                                  |                                  |                                  |
| 4.                               | „Czerwony szal”                  |                                  |                                  |                                  |
| 5.                               | „Gdy odjeżdża tabor”             |                                  |                                  |                                  |
| 6.                               | „Ciche powroty”                  |                                  |                                  |                                  |
| 7.                               | „Trojka cwałem ruszyła”          |                                  |                                  |                                  |
| 8.                               | „Czarne warkocze”                |                                  |                                  |                                  |
| 9.                               | „Kwiaty kwitną dla ludzi”        |                                  |                                  |                                  |
| 10.                              | „Piosenka”                       |                                  |                                  |                                  |
| 11.                              | „Może się jeszcze zobaczymy”     |                                  |                                  |                                  |
| 12.                              | „Na listeczku”                   |                                  |                                  |                                  |
| 13.                              | „Rach, ciach i twardo”           |                                  |                                  |                                  |
| 14.                              | „Miłość do nieznajomej”          | Jerzy Księski                    | Krzysztof Chromcewicz            |                                  |
| 15.                              | „Gdybym chciał okłamać świat”    |                                  |                                  |                                  |

| Kolorowe jarmarki | Kolorowe jarmarki                          | Kolorowe jarmarki | Kolorowe jarmarki | Kolorowe jarmarki |
| Nr                | Tytuł utworu                               | Tekst             | Muzyka            | Długość           |
| ----------------- | ------------------------------------------ | ----------------- | ----------------- | ----------------- |
| 1.                | „Beata z Albatrosa”                        | Janusz Laskowski  | Janusz Laskowski  |                   |
| 2.                | „Moja córeczka ma kilka lat”               |                   |                   |                   |
| 3.                | „Nie będą liście śpiewały pieśni o różach” |                   |                   |                   |
| 4.                | „Do wysp szczęśliwych”                     |                   |                   |                   |
| 5.                | „Niczyja dziewczyna”                       | Janusz Laskowski  | Janusz Laskowski  |                   |
| 6.                | „Mijają cztery pory roku”                  |                   |                   |                   |
| 7.                | „Gdy odjeżdżają Cyganie”                   |                   |                   |                   |
| 8.                | „Nikt mi już dziś nie odpowie”             |                   |                   |                   |
| 9.                | „Znów deszcz za oknami”                    |                   |                   |                   |
| 10.               | „Ty wracasz jak echo”                      |                   |                   |                   |
| 11.               | „Żółty liść”                               | Janusz Laskowski  | Janusz Laskowski  |                   |
| 12.               | „Sami we dwoje”                            |                   |                   |                   |
| 13.               | „Kolorowe jarmarki”                        | Ryszard Ulicki    | Janusz Laskowski  |                   |

| Żółty liść | Żółty liść                           | Żółty liść                       | Żółty liść       | Żółty liść |
| Nr         | Tytuł utworu                         | Tekst                            | Muzyka           | Długość    |
| ---------- | ------------------------------------ | -------------------------------- | ---------------- | ---------- |
| 1.         | „Żółty liść”                         | Janusz Laskowski                 | Janusz Laskowski |            |
| 2.         | „Wieczór pod klubem”                 | Marek Gaszyński                  | Janusz Laskowski |            |
| 3.         | „Nikomu nieznana”                    | Przemysław Skarżyński            | Janusz Laskowski |            |
| 4.         | „Hotel pod dębami”                   | Ewa Chotomska                    | Janusz Laskowski |            |
| 5.         | „Tylko adres mi daj”                 | Jan Tomasz                       | Janusz Laskowski |            |
| 6.         | „Uśmiech w deszczu”                  | Przemysław Skarżyński            | Janusz Laskowski |            |
| 7.         | „Panowie, gdzie jest wasz gest”      | Ewa Chotomska                    | Janusz Laskowski |            |
| 8.         | „Wspomnienia z licealnych lat”       | Józef Dziekoński                 | Janusz Laskowski |            |
| 9.         | „Przepiękna miłość”                  | Tadeusz Hofman, Janusz Laskowski | Janusz Laskowski |            |
| 10.        | „Przeszukam wszystkie strony świata” | Jadwiga Drogulska                | Janusz Laskowski |            |
| 11.        | „Czy jesteś tam”                     | Jan Tomasz                       | Janusz Laskowski |            |
| 12.        | „Jesień, złocista jesień”            | Janusz Laskowski                 | Janusz Laskowski |            |
| 13.        | „Beata z Albatrosa”                  | Janusz Laskowski                 | Janusz Laskowski |            |

| Janusz Laskowski w Australii | Janusz Laskowski w Australii | Janusz Laskowski w Australii |
| Nr                           | Tytuł utworu                 | Długość                      |
| ---------------------------- | ---------------------------- | ---------------------------- |

| Zanim rzucisz kamieniem | Zanim rzucisz kamieniem           | Zanim rzucisz kamieniem |
| Nr                      | Tytuł utworu                      | Długość                 |
| ----------------------- | --------------------------------- | ----------------------- |
| 1.                      | „Zbieram ludzkie marzenia”        |                         |
| 2.                      | „Jesienna bajka”                  |                         |
| 3.                      | „Goń karuzelo”                    |                         |
| 4.                      | „Bal z największą szansą”         |                         |
| 5.                      | „Skąd wy jesteście”               |                         |
| 6.                      | „Fortuno przestań”                |                         |
| 7.                      | „Zanim rzucisz we mnie kamieniem” |                         |
| 8.                      | „To nie jest San Francisco”       |                         |
| 9.                      | „Śnił mi się rodzinny dom”        |                         |
| 10.                     | „Już jesień – już prawie”         |                         |
| 11.                     | „Ogrody marzeń”                   |                         |
| 12.                     | „Pani Warszawa po czterdziestce”  |                         |
| 13.                     | „I znowu przeszło jedno lato”     |                         |
| 14.                     | „Kłaniam się polom”               |                         |
| 15.                     | „Smutne miasto”                   |                         |
| 16.                     | „Piosenka dla syna”               |                         |
| 17.                     | „Kto ci powiedział”               |                         |
| 18.                     | „Niczego – nikomu”                |                         |
| 19.                     | „Choć nie wierzysz w to”          |                         |
| 20.                     | „Odpowiedź sobie sam”             |                         |
| 21.                     | „Wszystko chłopcy jest O.K.”      |                         |

| Nigdy nie byłem w Casablance | Nigdy nie byłem w Casablance   | Nigdy nie byłem w Casablance | Nigdy nie byłem w Casablance | Nigdy nie byłem w Casablance |
| Nr                           | Tytuł utworu                   | Tekst                        | Muzyka                       | Długość                      |
| ---------------------------- | ------------------------------ | ---------------------------- | ---------------------------- | ---------------------------- |
| 1.                           | „Nigdy nie byłem w Casablance” | Ryszard Ulicki               | Janusz Laskowski             |                              |
| 2.                           | „Żółty liść”                   | Janusz Laskowski             | Janusz Laskowski             |                              |
| 3.                           | „Moje stare piosenki”          | Ryszard Ulicki               | Janusz Laskowski             |                              |
| 4.                           | „Och jak bardzo cię kocham”    | Janusz Laskowski             | Janusz Laskowski             |                              |
| 5.                           | „Australia”                    |                              |                              |                              |
| 6.                           | „Zagubiona stacja”             | Zbigniew Ślączka             | Janusz Laskowski             |                              |
| 7.                           | „Wspomnienia z licealnych lat” | Józef Dzieńkowski            | Janusz Laskowski             |                              |
| 8.                           | „Wszystko chłopcy jest O.K.”   |                              |                              |                              |
| 9.                           | „Beata z Albatrosa”            | Janusz Laskowski             | Janusz Laskowski             |                              |
| 10.                          | „Trojka cwałem ruszyła”        | Mura Che-Varos               | Janusz Laskowski             |                              |
| 11.                          | „Gdy odjeżdżają Cyganie”       | Mura Che-Varos               | Janusz Laskowski             |                              |
| 12.                          | „Bal z największą szansą”      |                              |                              |                              |
| 13.                          | „Na opolskim rynku”            | Małgorzata Goraj             | Katarzyna Gärtner            |                              |
| 14.                          | „Powiadali przyjaciele”        | Anna Markowa                 | Janusz Laskowski             |                              |
| 15.                          | „Gdy odjeżdża tabor”           | Mura Che-Varos               | Janusz Laskowski             |                              |
| 16.                          | „Anastazja”                    | Ryszard Ulicki               | Janusz Laskowski             |                              |

| Świat nie wierzy łzom | Świat nie wierzy łzom            | Świat nie wierzy łzom | Świat nie wierzy łzom | Świat nie wierzy łzom |
| Nr                    | Tytuł utworu                     | Tekst                 | Muzyka                | Długość               |
| --------------------- | -------------------------------- | --------------------- | --------------------- | --------------------- |
| 1.                    | „Świat nie wierzy łzom”          | Ryszard Ulicki        | Janusz Laskowski      |                       |
| 2.                    | „Nie wywołuj przeszłości duchów” |                       |                       |                       |
| 3.                    | „Niech się pani nie odwraca”     |                       |                       |                       |
| 4.                    | „Gdzie mogę odnaleźć ciebie”     |                       |                       |                       |
| 5.                    | „Australia”                      |                       |                       |                       |
| 6.                    | „Mazurski świt”                  |                       |                       |                       |
| 7.                    | „Nie igraj ze mną”               |                       |                       |                       |
| 8.                    | „Tobie wszystko, mnie tylko ty”  |                       |                       |                       |
| 9.                    | „Jechali Cyganie”                | Mura Che-Varos        | Mura Che-Varos        |                       |
| 10.                   | „Miłosny bilet”                  |                       |                       |                       |

| Wszystko chłopcy jest O.K. | Wszystko chłopcy jest O.K. | Wszystko chłopcy jest O.K. |
| Nr                         | Tytuł utworu               | Długość                    |
| -------------------------- | -------------------------- | -------------------------- |

| Największe przeboje | Największe przeboje | Największe przeboje |
| Nr                  | Tytuł utworu        | Długość             |
| ------------------- | ------------------- | ------------------- |

| Moje przeboje vol. 1 | Moje przeboje vol. 1           | Moje przeboje vol. 1 | Moje przeboje vol. 1 | Moje przeboje vol. 1 |
| Nr                   | Tytuł utworu                   | Tekst                | Muzyka               | Długość              |
| -------------------- | ------------------------------ | -------------------- | -------------------- | -------------------- |
| 1.                   | „Nigdy nie byłem w Casablance” |                      |                      |                      |
| 2.                   | „Żółty liść”                   | Janusz Laskowski     | Janusz Laskowski     |                      |
| 3.                   | „Beata z Albatrosa”            | Janusz Laskowski     | Janusz Laskowski     |                      |
| 4.                   | „Trojka cwałem ruszyła”        |                      |                      |                      |
| 5.                   | „Moje stare piosenki”          |                      |                      |                      |
| 6.                   | „Och jak bardzo cię kocham”    |                      |                      |                      |
| 7.                   | „Gdy odjeżdżają Cyganie”       |                      |                      |                      |
| 8.                   | „Bal z największą szansą”      |                      |                      |                      |
| 9.                   | „Powiadali przyjaciele”        |                      |                      |                      |
| 10.                  | „Wspomnienie z licealnych lat” |                      |                      |                      |
| 11.                  | „Zagubiona stacja”             |                      |                      |                      |
| 12.                  | „Na opolskim rynku”            | Małgorzata Goraj     | Katarzyna Gärtner    |                      |
| 13.                  | „Gdy odjeżdża tabor”           |                      |                      |                      |
| 14.                  | „Anastazja”                    |                      |                      |                      |
| 15.                  | „Australia”                    |                      |                      |                      |
| 16.                  | „Wszystko chłopcy jest O.K.”   |                      |                      |                      |

| Moje przeboje vol. 2 | Moje przeboje vol. 2              | Moje przeboje vol. 2 | Moje przeboje vol. 2 | Moje przeboje vol. 2 |
| Nr                   | Tytuł utworu                      | Tekst                | Muzyka               | Długość              |
| -------------------- | --------------------------------- | -------------------- | -------------------- | -------------------- |
| 1.                   | „Świat nie wierzy łzom”           | Ryszard Ulicki       | Janusz Laskowski     |                      |
| 2.                   | „Nie wywołuj przeszłości duchów”  |                      |                      |                      |
| 3.                   | „Niech się pani nie odwraca”      |                      |                      |                      |
| 4.                   | „Gdzie mogę odnaleźć ciebie”      |                      |                      |                      |
| 5.                   | „Miłosny bilet”                   |                      |                      |                      |
| 6.                   | „Mazurski świt”                   |                      |                      |                      |
| 7.                   | „Nie igraj ze mną”                |                      |                      |                      |
| 8.                   | „Tobie wszystko, mnie tylko ty”   |                      |                      |                      |
| 9.                   | „Jechali Cyganie”                 | Mura Che-Varos       | Mura Che-Varos       |                      |
| 10.                  | „Śnił mi się rodzinny dom”        |                      |                      |                      |
| 11.                  | „Jesienna bajka”                  |                      |                      |                      |
| 12.                  | „Zanim rzucisz we mnie kamieniem” |                      |                      |                      |
| 13.                  | „To nie jest San Francisco”       |                      |                      |                      |
| 14.                  | „Pani Warszawa po czterdziestce”  |                      |                      |                      |
| 15.                  | „I znowu przeszło jedno lato”     |                      |                      |                      |
| 16.                  | „Kto ci powiedział”               |                      |                      |                      |
| 17.                  | „Goń karuzelo”                    |                      |                      |                      |
| 18.                  | „Kolorowe jarmarki”               | Ryszard Ulicki       | Janusz Laskowski     |                      |

| Pierwszy dzień wiosny | Pierwszy dzień wiosny         | Pierwszy dzień wiosny | Pierwszy dzień wiosny | Pierwszy dzień wiosny |
| Nr                    | Tytuł utworu                  | Tekst                 | Muzyka                | Długość               |
| --------------------- | ----------------------------- | --------------------- | --------------------- | --------------------- |
| 1.                    | „Pierwszy dzień wiosny”       |                       |                       |                       |
| 2.                    | „Jechali Cyganie”             | Mura Che-Varos        | Mura Che-Varos        |                       |
| 3.                    | „Nikomu nieznana”             |                       |                       |                       |
| 4.                    | „Biały posąg”                 |                       |                       |                       |
| 5.                    | „Tango zakochanych”           |                       |                       |                       |
| 6.                    | „Świat nie wierzy łzom”       | Ryszard Ulicki        | Janusz Laskowski      |                       |
| 7.                    | „Wycieczka na Bielany”        |                       |                       |                       |
| 8.                    | „Letni wieczór”               |                       |                       |                       |
| 9.                    | „Uśmiech w deszczu”           |                       |                       |                       |
| 10.                   | „Niczyja dziewczyna”          | Janusz Laskowski      | Janusz Laskowski      |                       |
| 11.                   | „Do wysp szczęśliwych”        |                       |                       |                       |
| 12.                   | „Gdybym chciał okłamać świat” |                       |                       |                       |
| 13.                   | „Czarne warkocze”             |                       |                       |                       |
| 14.                   | „Wybuduję dom”                |                       |                       |                       |
| 15.                   | „Beata z Albatrosa”           | Janusz Laskowski      | Janusz Laskowski      |                       |
| 16.                   | „Jechali Cyganie”             |                       |                       |                       |

| Kresowy płomień (maxi-singel) | Kresowy płomień (maxi-singel) | Kresowy płomień (maxi-singel) |
| Nr                            | Tytuł utworu                  | Długość                       |
| ----------------------------- | ----------------------------- | ----------------------------- |
| 1.                            | „Kresowy płomień”             |                               |
| 2.                            | „Wybuduje dom”                |                               |
| 3.                            | „Tańczymy z Europą”           |                               |
| 4.                            | „Walczymy do końca”           |                               |

| Żółty liść | Żółty liść                                 | Żółty liść       | Żółty liść            | Żółty liść |
| Nr         | Tytuł utworu                               | Tekst            | Muzyka                | Długość    |
| ---------- | ------------------------------------------ | ---------------- | --------------------- | ---------- |
| 1.         | „Kolorowe jarmarki”                        | Ryszard Ulicki   | Janusz Laskowski      |            |
| 2.         | „Żółty liść”                               | Janusz Laskowski | Janusz Laskowski      |            |
| 3.         | „Beata z Albatrosa”                        | Janusz Laskowski | Janusz Laskowski      |            |
| 4.         | „Czarne warkocze”                          |                  |                       |            |
| 5.         | „Trojka cwałem ruszyła”                    |                  |                       |            |
| 6.         | „Nie będą liście śpiewały pieśni o różach” |                  |                       |            |
| 7.         | „Zapomniane serce”                         |                  |                       |            |
| 8.         | „Moja córeczka ma kilka lat”               |                  |                       |            |
| 9.         | „Czerwony szal”                            |                  |                       |            |
| 10.        | „Do wysp szczęśliwych”                     |                  |                       |            |
| 11.        | „Gdy odjeżdża tabor”                       |                  |                       |            |
| 12.        | „Znów deszcz za oknem”                     |                  |                       |            |
| 13.        | „Miłość do nieznajomej”                    | Jerzy Księski    | Krzysztof Chromcewicz |            |
| 14.        | „Gdy odjeżdżają Cyganie”                   |                  |                       |            |
| 15.        | „Ty wracasz jak echo”                      |                  |                       |            |
| 16.        | „Don dari dari”                            |                  |                       |            |

| Kolorowe jarmarki z serii Perły polskie | Kolorowe jarmarki z serii Perły polskie | Kolorowe jarmarki z serii Perły polskie | Kolorowe jarmarki z serii Perły polskie | Kolorowe jarmarki z serii Perły polskie |
| Nr                                      | Tytuł utworu                            | Tekst                                   | Muzyka                                  | Długość                                 |
| --------------------------------------- | --------------------------------------- | --------------------------------------- | --------------------------------------- | --------------------------------------- |
| 1.                                      | „Beata z Albatrosa”                     | Janusz Laskowski                        | Janusz Laskowski                        |                                         |
| 2.                                      | „Kolorowe jarmarki”                     | Ryszard Ulicki                          | Janusz Laskowski                        |                                         |
| 3.                                      | „Żółty liść”                            | Janusz Laskowski                        | Janusz Laskowski                        |                                         |
| 4.                                      | „Don dari dari”                         |                                         |                                         |                                         |
| 5.                                      | „Gdy odjeżdża tabor”                    |                                         |                                         |                                         |
| 6.                                      | „Gdy odjeżdżają Cyganie”                |                                         |                                         |                                         |
| 7.                                      | „Czarne warkocze”                       |                                         |                                         |                                         |
| 8.                                      | „Czerwony szal”                         |                                         |                                         |                                         |
| 9.                                      | „Do wysp szczęśliwych”                  |                                         |                                         |                                         |
| 10.                                     | „Gdybym chciał okłamać świat”           |                                         |                                         |                                         |
| 11.                                     | „Mijają cztery pory roku”               |                                         |                                         |                                         |
| 12.                                     | „Miłość do nieznajomej”                 | Jerzy Księski                           | Krzysztof Chromcewicz                   |                                         |
| 13.                                     | „Moja córeczka ma kilka lat”            |                                         |                                         |                                         |
| 14.                                     | „Trojka cwałem ruszyła”                 |                                         |                                         |                                         |
| 15.                                     | „Sami we dwoje”                         |                                         |                                         |                                         |
| 16.                                     | „Rach, ciach i twardo”                  |                                         |                                         |                                         |
| 17.                                     | „Piosenka”                              |                                         |                                         |                                         |
| 18.                                     | „Nikt mi już dziś nie odpowie”          |                                         |                                         |                                         |
| 19.                                     | „Znów deszcz za oknem”                  |                                         |                                         |                                         |
| 20.                                     | „Tyle smutku w złotym wrześniu”         |                                         |                                         |                                         |
| 21.                                     | „Ballada o Kate Balou”                  |                                         |                                         |                                         |

| Platynowa kolekcja | Platynowa kolekcja                         | Platynowa kolekcja | Platynowa kolekcja    | Platynowa kolekcja |
| Nr                 | Tytuł utworu                               | Tekst              | Muzyka                | Długość            |
| ------------------ | ------------------------------------------ | ------------------ | --------------------- | ------------------ |
| 1.                 | „Kolorowe jarmarki”                        | Ryszard Ulicki     | Janusz Laskowski      | 3:54               |
| 2.                 | „Beata z Albatrosa”                        | Janusz Laskowski   | Janusz Laskowski      | 3:20               |
| 3.                 | „Gdy odjeżdżają Cyganie”                   |                    |                       | 2:19               |
| 4.                 | „Do wysp szczęśliwych”                     |                    |                       | 2:27               |
| 5.                 | „Zapomniane serce”                         |                    |                       | 1:30               |
| 6.                 | „Sami we dwoje”                            |                    |                       | 2:15               |
| 7.                 | „Mijają cztery pory roku”                  |                    |                       | 3:44               |
| 8.                 | „Kwiaty kwitną dla ludzi”                  |                    |                       | 2:44               |
| 9.                 | „Don dari dari”                            |                    |                       | 2:11               |
| 10.                | „Ciche powroty”                            |                    |                       | 3:07               |
| 11.                | „Czarne warkocze”                          |                    |                       | 1:41               |
| 12.                | „Gdy odjeżdża tabor”                       |                    |                       | 2:56               |
| 13.                | „Trojka cwałem ruszyła”                    |                    |                       | 3:37               |
| 14.                | „Miłość do nieznajomej”                    | Jerzy Księski      | Krzysztof Chromcewicz | 2:06               |
| 15.                | „Nikt mi już dziś nie odpowie”             |                    |                       | 2:50               |
| 16.                | „Tyle smutku w złotym wrześniu”            |                    |                       | 2:51               |
| 17.                | „Na listeczku”                             |                    |                       | 3:06               |
| 18.                | „Nie będą liście śpiewały pieśni o różach” |                    |                       | 3:50               |
| 19.                | „Moja córeczka ma kilka lat”               |                    |                       | 2:35               |
| 20.                | „Żółty liść”                               | Janusz Laskowski   | Janusz Laskowski      | 1:59               |
|                    |                                            |                    |                       | 55:02              |

| Podwórkowe oceany | Podwórkowe oceany               | Podwórkowe oceany |
| Nr                | Tytuł utworu                    | Długość           |
| ----------------- | ------------------------------- | ----------------- |
| 1.                | „Podwórkowe oceany”             |                   |
| 2.                | „Przywołują nas kapliczki”      |                   |
| 3.                | „Odloty żurawi”                 |                   |
| 4.                | „Moje konie”                    |                   |
| 5.                | „Lato 72-go”                    |                   |
| 6.                | „Oj wini wino”                  |                   |
| 7.                | „Marosanda”                     |                   |
| 8.                | „Bo po cyganach ginie ślad”     |                   |
| 9.                | „Dajcie w ręce mi bandurę”      |                   |
| 10.               | „Złote lato”                    |                   |
| 11.               | „Sobota w Warszawie”            |                   |
| 12.               | „Szarookoa Wisła”               |                   |
| 13.               | „No i o co nam poszło?”         |                   |
| 14.               | „Cyganie gdzie Twoje skrzypce”  |                   |
| 15.               | „Gdzieś Ty się lato podziewało” |                   |

| Życie to radość | Życie to radość                   | Życie to radość |
| Nr              | Tytuł utworu                      | Długość         |
| --------------- | --------------------------------- | --------------- |
| 1.              | „Życie to radość”                 |                 |
| 2.              | „Soleczniki”                      |                 |
| 3.              | „Wersal podlaski”                 |                 |
| 4.              | „Apolonia – Miss Polonia”         |                 |
| 5.              | „Bankietowy Pavarotti”            |                 |
| 6.              | „Tango Come Back”                 |                 |
| 7.              | „Daj mi kawałek księżyca”         |                 |
| 8.              | „Kresowy płomień”                 |                 |
| 9.              | „Wybuduję dom”                    |                 |
| 10.             | „Tańczymy z Europą”               |                 |
| 11.             | „Walczymy do końca”               |                 |
| 12.             | „Przemawia wszystko co jest żywe” |                 |
| 13.             | „13 Kto Ci powiedział”            |                 |
| 14.             | „W Ogrodzie naszym pada śnieg”    |                 |

| Złote Przeboje | Złote Przeboje                             | Złote Przeboje   | Złote Przeboje        | Złote Przeboje |
| Nr             | Tytuł utworu                               | Tekst            | Muzyka                | Długość        |
| -------------- | ------------------------------------------ | ---------------- | --------------------- | -------------- |
| 1.             | „Beata z Albatrosa”                        | Janusz Laskowski | Janusz Laskowski      |                |
| 2.             | „Ty wracasz jak echo”                      |                  |                       |                |
| 3.             | „Czarne warkocze”                          |                  |                       |                |
| 4.             | „Gdy odjeżdża tabor”                       |                  |                       |                |
| 5.             | „Zapomniane serce”                         |                  |                       |                |
| 6.             | „Don dari dari”                            |                  |                       |                |
| 7.             | „Kolorowe jarmarki”                        | Ryszard Ulicki   | Janusz Laskowski      |                |
| 8.             | „Czerwony szal”                            |                  |                       |                |
| 9.             | „Miłość do nieznajomej”                    | Jerzy Księski    | Krzysztof Chromcewicz |                |
| 10.            | „Sami we dwoje”                            |                  |                       |                |
| 11.            | „Moja córeczka ma kilka lat”               |                  |                       |                |
| 12.            | „Nikt mi już dziś nie odpowie”             |                  |                       |                |
| 13.            | „Nie będą liście śpiewały pieśni o różach” |                  |                       |                |
| 14.            | „Znów deszcz za oknem”                     |                  |                       |                |
| 15.            | „Niczyja dziewczyna”                       |                  |                       |                |
| 16.            | „Do wysp szczęśliwych”                     |                  |                       |                |
| 17.            | „Trojka cwałem ruszyła”                    |                  |                       |                |
| 18.            | „Mijają cztery pory roku”                  |                  |                       |                |
| 19.            | „Gdy odjeżdżają Cyganie”                   |                  |                       |                |
| 20.            | „Żółty liść”                               | Janusz Laskowski | Janusz Laskowski      |                |

| Beata z Albatrosa | Beata z Albatrosa | Beata z Albatrosa |
| Nr                | Tytuł utworu      | Długość           |
| ----------------- | ----------------- | ----------------- |